# Санта Марија дел Пјаве (Тревизо)
Санта Марија дел Пјаве је насеље у Италији у округу Тревизо, региону Венето.
Према процени из 2011. у насељу је живело 412 становника. Насеље се налази на надморској висини од 48 м.